# Khoromkhon FC
Khoromkhon là một câu lạc bộ bóng đá Mông Cổ đến từ Ulaanbaatar. Khoromkhon thi đấu ở Giải bóng đá ngoại hạng Mông Cổ. Ban đầu đội bóng thi đấu với tên gọi Heiniken năm 2000, nhưng sau đó năm 2003 thì đổi tên thành Khoromkhon.

## Lịch sử

### Lịch sử cấp quốc gia
| Mùa giải | Giải đấu | Giải đấu | Giải đấu | Giải đấu | Giải đấu | Giải đấu | Giải đấu | Giải đấu | Giải đấu | Cúp bóng đá Mông Cổ | Vua phá lưới        | Vua phá lưới | Huấn luyện viên |
| Mùa giải | Hạng.    | Thứ.     | St.      | T        | H        | B        | BT       | BB       | Đ        | Cúp bóng đá Mông Cổ | Tên                 | Giải đấu     | Huấn luyện viên |
| -------- | -------- | -------- | -------- | -------- | -------- | -------- | -------- | -------- | -------- | ------------------- | ------------------- | ------------ | --------------- |
| 2011     | thứ 1    | 4        | 14       | 5        | 6        | 3        | 20       | 22       | 21       |                     |                     |              |                 |
| 2012     | thứ 1    | 2        | 12       | 7        | 3        | 2        | 25       | 14       | 24       |                     |                     |              |                 |
| 2013     | thứ 1    | 7        | 12       | 2        | 2        | 8        | 23       | 41       | 8        |                     |                     |              |                 |
| 2014     | thứ 1    | 1        | 12       | 8        | 4        | 0        | 27       | 11       | 28       |                     |                     |              |                 |
| 2015     | thứ 1    | 4        | 16       | 9        | 2        | 5        | 50       | 28       | 29       |                     | Naranbold Nyam-Osor | 23           |                 |

### Lịch sử cấp châu lục
| 2016 | Cúp AFC | Vòng loại | K-Electric  | 0–1 |
| 2016 | Cúp AFC | Vòng loại | Druk United | 0–0 |

## Danh hiệu
- Giải bóng đá ngoại hạng Mông Cổ (2):[4] 2005, 2014
- Borgio Cup (1):[cần dẫn nguồn] 2012

## Đội hình hiện tại
Tính đến năm 2015:
Ghi chú: Quốc kỳ chỉ đội tuyển quốc gia được xác định rõ trong điều lệ tư cách FIFA. Các cầu thủ có thể giữ hơn một quốc tịch ngoài FIFA.
| Số | VT | Quốc gia | Cầu thủ                  |
| -- | -- | -------- | ------------------------ |
| 1  | TM | Slovenia | Uros Poljanec            |
| 3  | HV | Mông Cổ  | Turbat Daginaa           |
| 4  | HV | Mông Cổ  | Munkhdul Dorjjantsan     |
| 7  | TV | Mông Cổ  | Byambadorj Ulsbold       |
| 8  | TV | Mông Cổ  | Mungunshagai Tsogtbaatar |
| 9  | TV | Mông Cổ  | Agvaan Batbold           |
| 10 | TĐ | Mông Cổ  | Naranbold Nyam-Osor      |
| 11 | HV | Mông Cổ  | Enkhchimeg Erdene-ochir  |
| 12 | HV | Mông Cổ  | Oyunbaatar Otgonbayar    |
| 13 | TĐ | Mông Cổ  | Sodgerel Uuganbayar      |
| 16 | TĐ | Cameroon | Emanuel Mbia Ekobena     |
| 19 | TV | Mông Cổ  | Zorigt Nachinbaatar      |

| Số | VT | Quốc gia | Cầu thủ                    |
| -- | -- | -------- | -------------------------- |
| 20 | TV | Mông Cổ  | Altanzul Ulsbold           |
| 23 | HV | Mông Cổ  | Tsetsenbaataryn Darambayar |
| 24 | TM | Mông Cổ  | Tsend Ayush Dulguuntamir   |
| 25 | TM | Mông Cổ  | Enkhbayar Otgonpurev       |
| 29 | HV | Mông Cổ  | Mergen Enkhbold            |
| 30 | TV | Mông Cổ  | Ganbold Ganbayar           |
| —  | HV | Guam     | Jonahan Romero             |
| —  | HV | Mông Cổ  | Donrov Lumbengarav         |
| —  | TV | Mông Cổ  | Semjbataar Baatarsuren     |
| —  | TV | Mông Cổ  | Hurelbaatar Tsend-Ayush    |
| —  | TĐ | Mông Cổ  | Naranbold Nyam-Osor        |